# Sloboda-Earîșivska, Moghilău
Sloboda-Earîșivska (în ucraineană Слобода-Яришівська) este localitatea de reședință a comunei Sloboda-Earîșivska din raionul Moghilău, regiunea Vinnița, Ucraina.

## Demografie
Componența lingvistică a localității Sloboda-Earîșivska
     Ucraineană (98,31%)
     Rusă (1,54%)
Conform recensământului din 2001, majoritatea populației localității Sloboda-Earîșivska era vorbitoare de ucraineană (98,31%), existând în minoritate și vorbitori de rusă (1,54%).